# Storfurste
Storfurste var en härskartitel som främst användes i Östeuropa. Ursprungligen uttryckte titeln anspråk på att innehavaren hade överhöghet över andra furstendömen. 
Storfurste blev under 1000-talet, då ryska riket splittrades i en mängd större och mindre "delfurstendömen", titel på den i Kiev härskande fursten, som skulle över hela Ryssland utöva ett slags medlarkall. Men då maktens medelpunkt flyttades från Kiev till andra trakter, upptog där härskande furstar titeln. 1157 uppträdde således en storfurste av Vladimir vid sidan av den i Kiev, och sedan 1328 bar den i Moskva residerande fursten titeln storfurste, "av allt Ryssland".
Medan Ryssland låg under Gyllene horden (1240-1480), berodde storfurstevärdigheten av khanens nåd, och furstarna i Moskva förstod att vinna och behålla den. 1547 lät storfursten Ivan IV kröna sig till tsar, som förblev den ryske härskarens officiella titel, tills den av Peter den store utbyttes mot kejsare.
Kejsaren bar dock jämte titeln storfurste till de erövrade områdena Litauen, Volynien och Podolien (sedan 1793) samt Finland (sedan 1809), vars härskare burit storfurstetitel. Även dynastins alla icke regerande medlemmar kallades storfurstar och storfurstinnor, men 1886 inskränktes rätten att bära denna titel till en kejsares barn, sonsöner och sondöttrar, bröder och systrar.
Titeln storfurste av Finland antogs av Johan III 1581 och ingick sedan i den svenska kungatiteln fram till 1720. Även Sigismund och Gustav II Adolf som prinsar och Gustav IV Adolfs son Karl Gustav (f. 1802, d. 1805) bar denna titel.
Även kejsaren av Österrike och konungen av Ungern bar titeln storfurste såsom härskare över
Siebenbürgen, som av Maria Teresia 1765 upphöjdes till storfurstendöme.